# Power Stone
Power Stone é um jogo de luta completamente 3D produzido pela Capcom. Power Stone foi lançado primeiramente para o Arcade Sega NAOMI e depois portado para o Dreamcast. Em 2006 o Playstation Portátil recebeu uma versão do Power Stone original com algo a mais: a versão recebeu os 4 personagens que foram introduzidos no Power Stone 2. Um anime baseado no jogo foi lançado por volta dos anos 1990.

## Gameplay
A jogabilidade envolve a luta do personagem selecionado para lutar contra outros personagens, um de cada vez, em vários locais. As lutas são tri-dimensionais e incluíam a habilidade de soltar ataques especiais e pegar objetos como mesas, cadeiras, pedras e bombas. Durante a batalha, as "Power Stones", representadas com gemas coloridas, aparecem na arena. Se o personagem coletar 3 Power Stones, eles se transformam, ficando mais poderosos. Eles poderão usar 1 de 2 super especiais disponíveis quando transformados. Um, geralmente é um ataque de alcance alto e o outro um movimento de segurar o outro personagem ou um ataque de perto. A transformação só dura até a barra de poder acabar, durante isso, um ataque especial forte pode ser usado (quando a barra está quase cheia) ou um ataque especial fraco pode ser usado (quando a barra está quase no fim). A rodada só acaba quando um dos dois jogadores ficam com a barra de energia vazia.